# Parc d'État Waianapanapa
Le parc d'État de Wai ʻanapanapa est un parc d'État à Hana, sur l'île de Maui, à Hawaï. Wai'anapanapa signifie « eau douce scintillante» dans la langue hawaïenne, se référant à des courants d'eau douce à proximité et aux piscines scintillantes. Le parc propose des installations de camping, y compris une petite pelouse où les campeurs peuvent planter une tente et une salle de bains publique à proximité.

## Histoire naturelle
Les caractéristiques naturelles d'Anapanapa State Park comprennent: 
- des colonies d'oiseaux de mer
- Mares anchialines
- Forêts mésiques côtières indigènes hala (Pandanus tectorius)

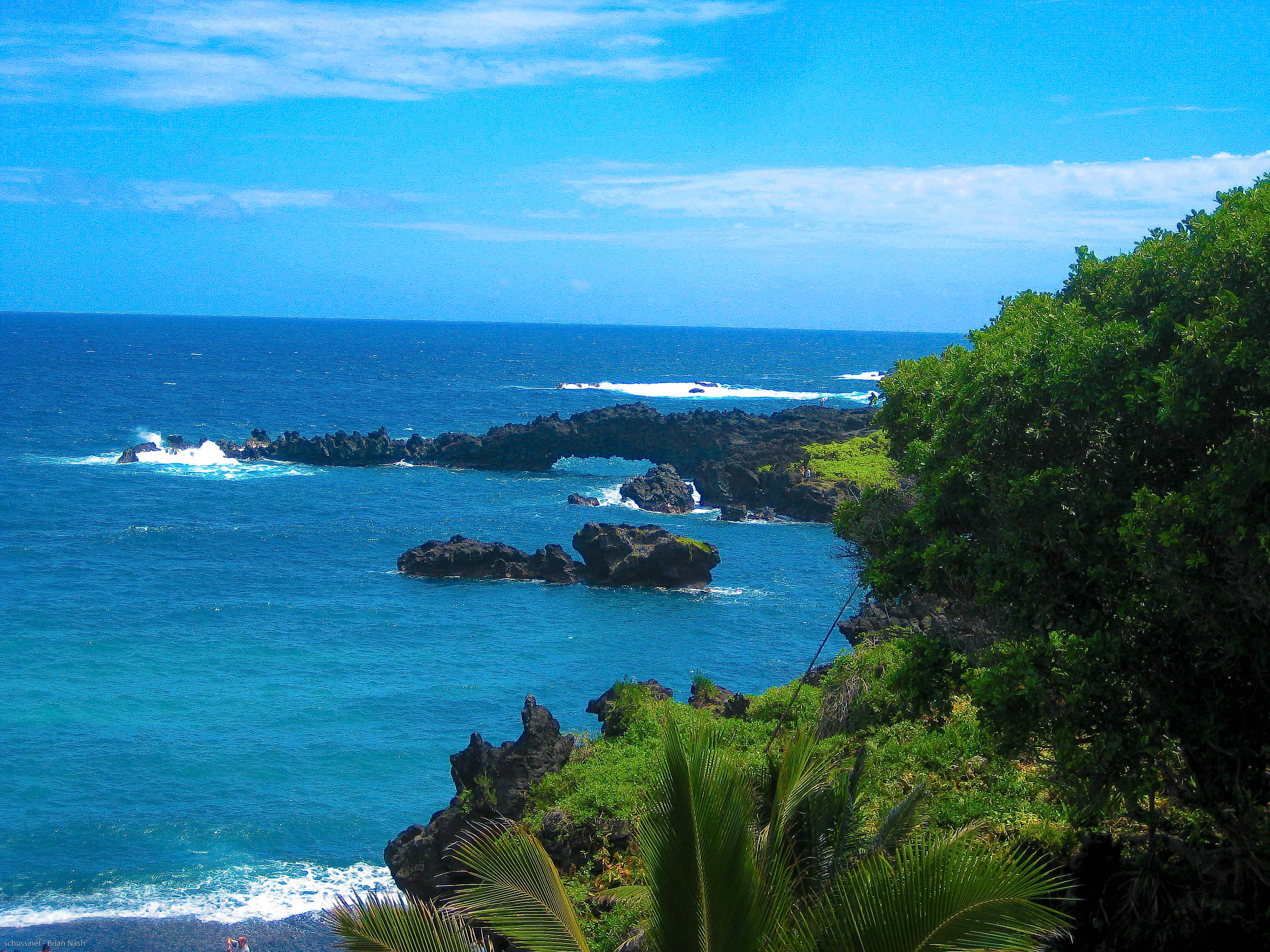
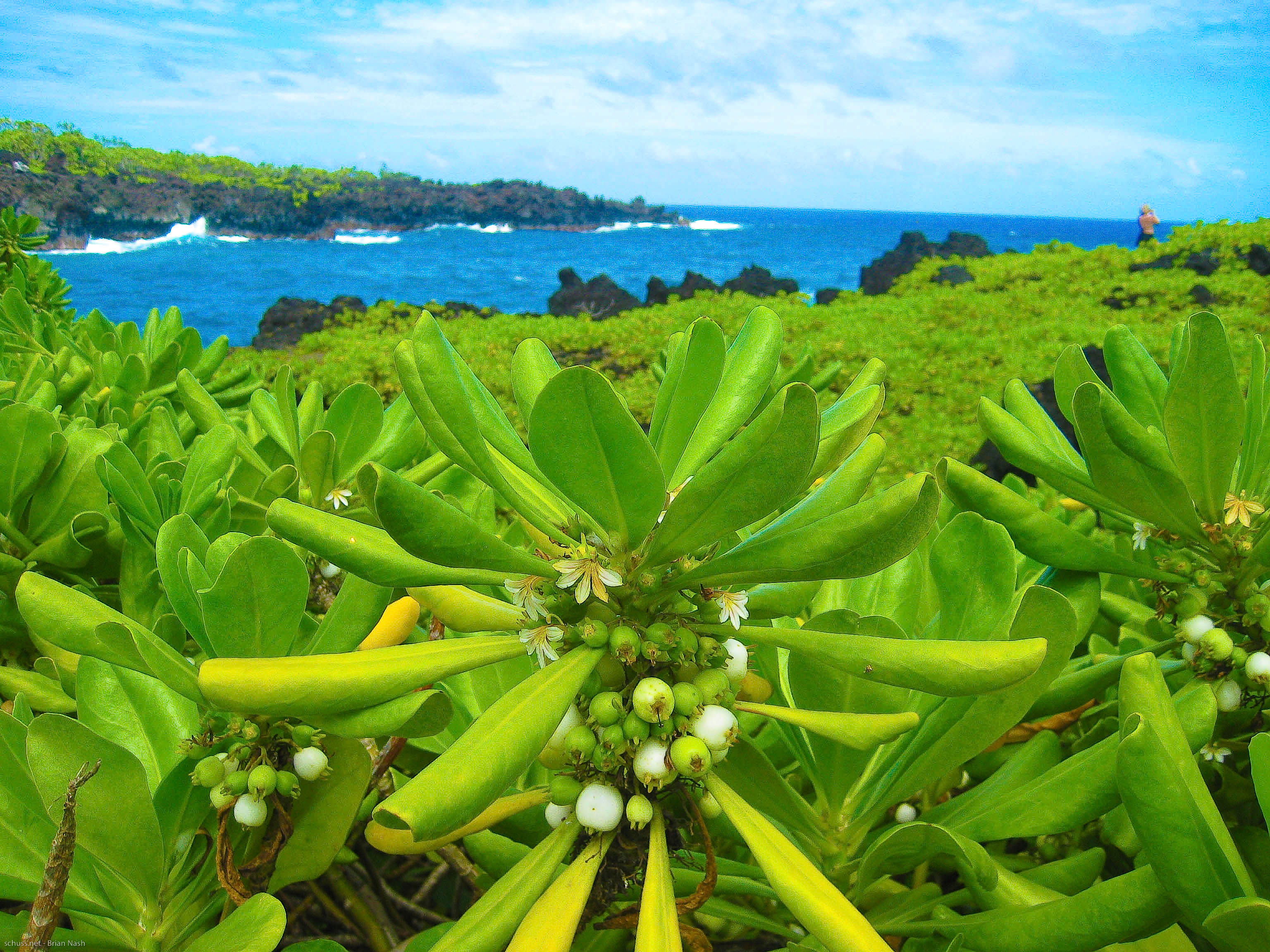
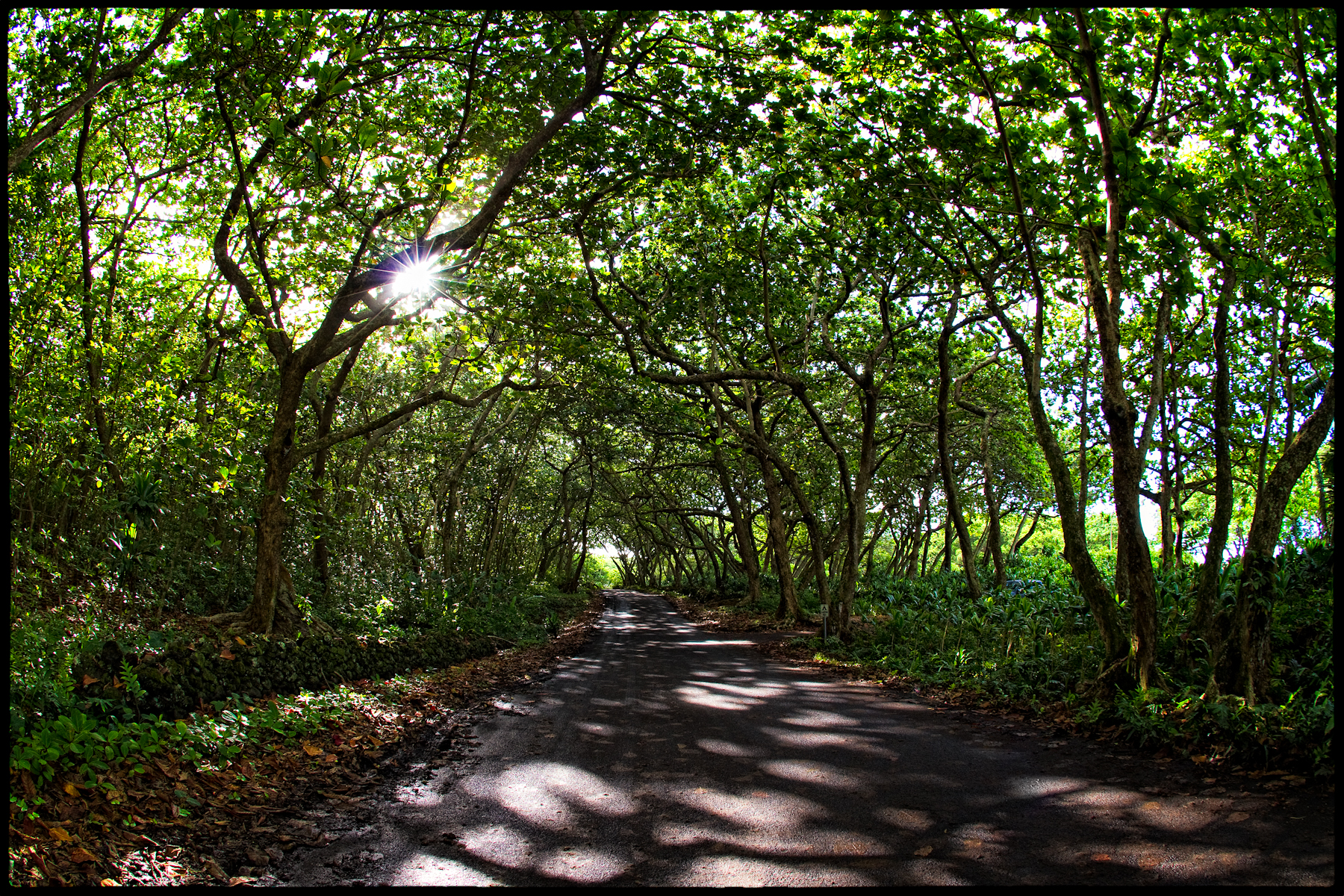
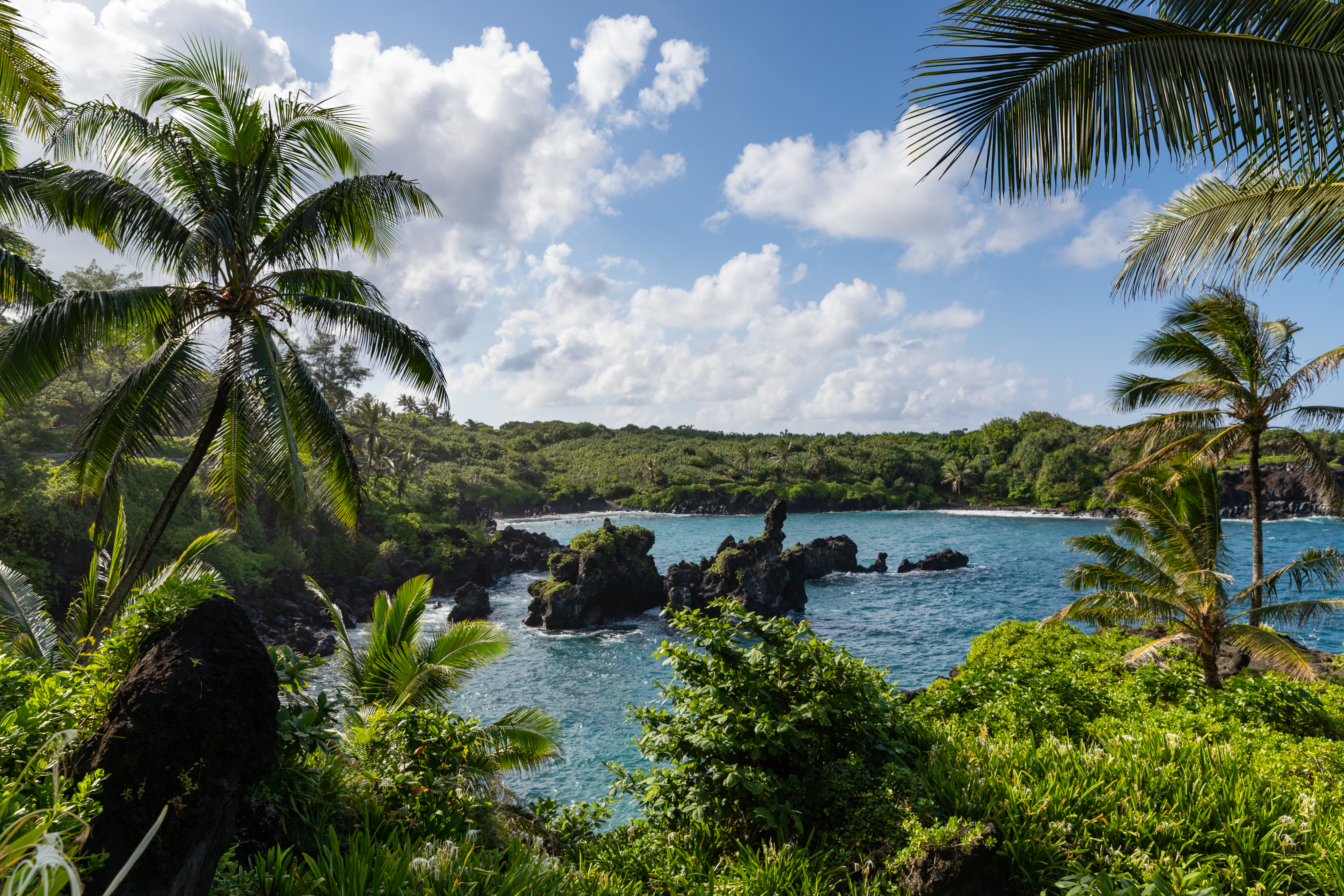
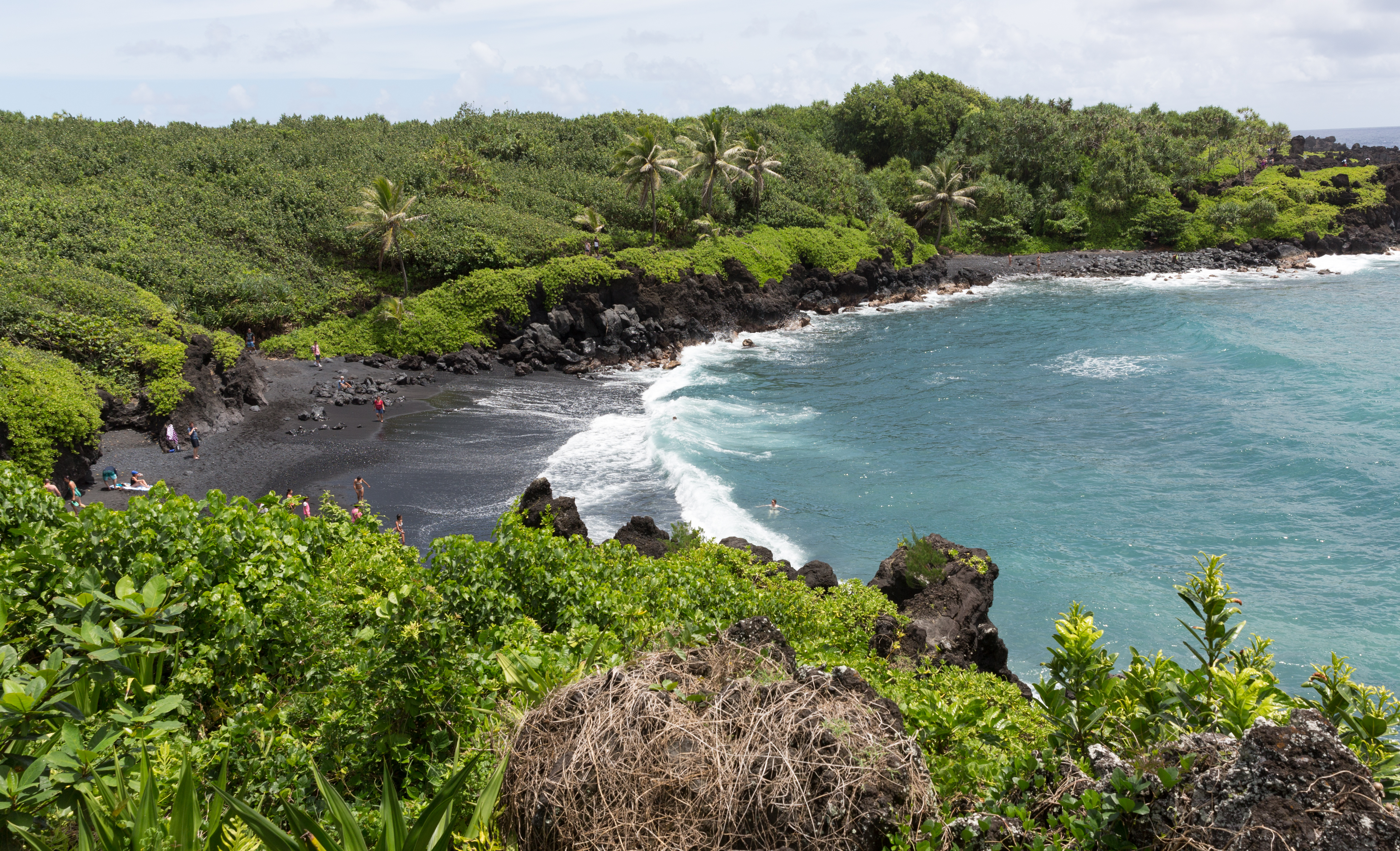
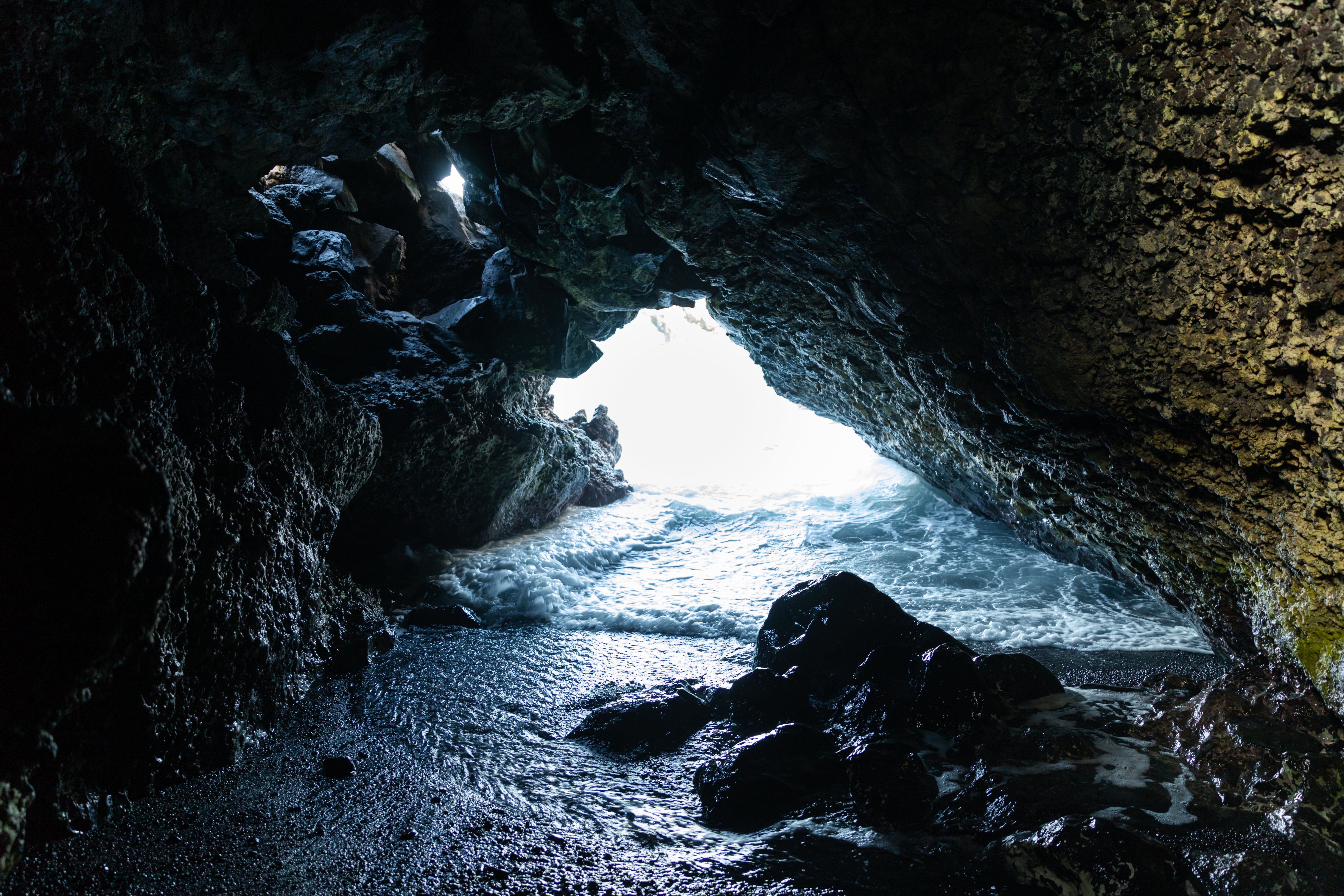
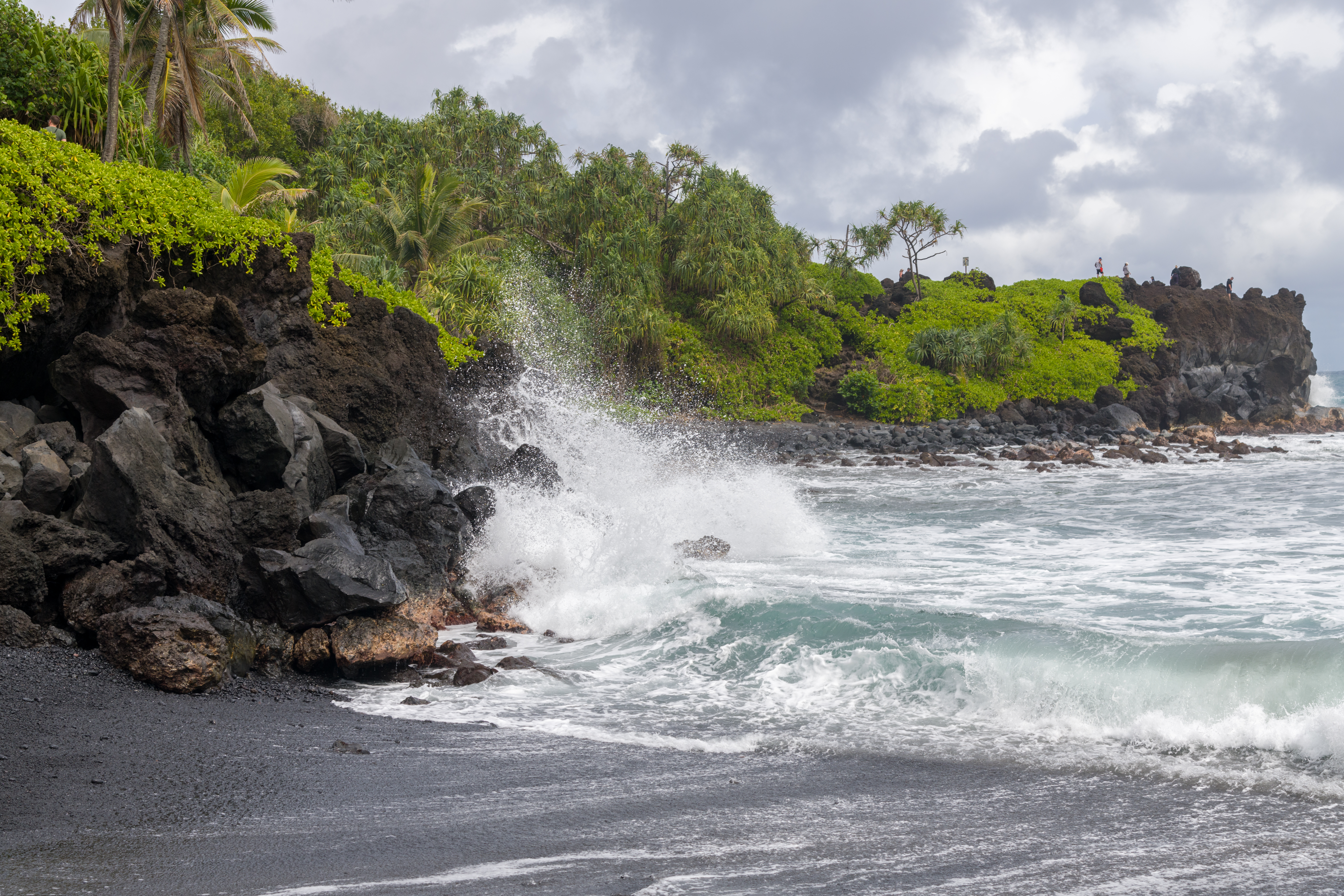

- Tunnels de lave
- heiau (temples religieux)
- une arche naturelle
- Stacks de mer
- Geysers maritimes
- une petite plage de sable noir
- installations de camping